# Château de Promery
Ne doit pas être confondu avec le château de Prémery de Prémery (Nièvre).
Le château de Promery, Premery ou Preméry, est une ancienne maison forte, du XIVe siècle, qui se dresse sur la commune de Pringy, dans le département de la Haute-Savoie en région Auvergne-Rhône-Alpes.
Le château fait l’objet d’une inscription partielle au titre des monuments historiques, depuis 1951.

## Nom
Les formes prises pour désigner la maison forte sont variées : Promery, Proméry, Premery, Preméry.
Le colonel Alexis Calliès (1870-1950), membre de l'Académie florimontane, et auteur d'un article sur le château, ne permet pas de trancher. « Faut-il écrire Preméry ou Proméry ? Impossible d'en décider. D'une manière générale, dans les actes publics, à commencer par le contrat d'achat de René de la Valbonne, on trouve Proméry ; dans les correspondances privées, c'est Preméry qui domine. »

## Situation
Le château de Promery est situé dans le département français de la Haute-Savoie sur la commune de Pringy, à 1,5 kilomètre au nord-nord-est du bourg, et à 7 kilomètres d'Annecy.
Il a été aménagé sur les contreforts du versant sud de la colline de Cuvat, en rive droite du Viéran. Il se situe sur la rive opposée au château de Monthoux.

## Historique

### Origines
L'origine de la maison forte reste inconnue. Son édification pourrait être antérieure au XIVe siècle. Cette datation repose sur l'usage de cailloux liés du mortier dans les fondations, éléments typiques des maisons fortes de la région au cours des XIII et XIVe siècle.
Les premiers propriétaires seraient la famille Trombert, issus des marquis de Cruseilles et des sires de Vongy. La maison passe à la famille de Monthoux, sans que l'on ne sache comment et pourquoi,.

### Possession des Monthoux
La première mention de la maison forte date du début du XIVe siècle et elle appartient à Pierre de Monthoux. Le château reste au sein de cette famille jusqu'en 1578 et formant une branche cadette de cette famille,,.
Le 14 novembre 1316, Pierre de Monthoux passe un acte « en sa maison forte de Promery ». Les auteurs de l’Histoire des communes savoyardes (1981) indiquent qu'il passe ensuite par mariage aux Menthon-Lonay, tandis que les auteurs Alexis Calliès (1938) et Georges Chapier (1961) indiquent que Claude de Monthouz le donne à son petit-fils, Humbert de Menthon-Lonay,. La donation est toutefois accompagnée d'une interdiction de l'aliéner,.
Cette volonté n'est pas respectée, puisque « Humbert de Lornay, alias de Menthon, seigneur de Proméry, de la Bastie-Milliens, du Villaret et de Groyer, [la] vend à Messire René Favre, seigneur de la Valbonne, baron Domessein, conseiller de S.A.R., sénateur au souverain Sénat de Savoie et président au magnifique Conseil de Genevois », au prix de 20.000 florins plus 30 écus d'épingles. Le domaine est constitué, selon l'acte, du « château et maison forte dudit Proméry, avec tous édifices, cours, basse-cour, verger, jardin [...], et la directe seigneurie qu'il a sur lesdits fiefs dépendant de ladite maison de Proméry ». Par cette vente, Humbert de Menthon-Lonay pouvait ainsi rembourser ses créanciers.

### Maison de campagne des Favre
René Favre de la Valbonne, fils ainé d'Antoine Favre, sénateur et président du conseil Genevois, acquiert donc la maison forte de Proméry, à laquelle est attaché un vaste domaine, le 22 novembre 1618,,,. La vente est accompagnée quatre ans plus tard, le 3 août 1622, par la cession de la juridiction du Villaret (un hameau de Saint-Martin-Bellevue), principalement des droits féodaux. La vente de Promery n'est pas totalement finalisée puisqu'il faut attendre un arrêté du Sénat de Savoie du 27 mars 1627 portant sur un conflit de juridiction entre les domaines de Promery et de Monthoux, et à la faveur de ce dernier. En effet, Promery est placée sous la juridiction de Monthoux, une situation confirmée par une seconde décision le 9 juin 1707.
La maison est principalement utilisée par la famille Favre, qui vit à Annecy, comme une maison de campagne,. Cette fonction est en partie confirmée par l'absence de naissance, de mariage ou encore de décès dans ses murs.
René Favre s'engage dans d'importants travaux d'aménagement (cf. section « Description »), notamment des inscriptions ornées, et la lègue, à sa mort le 28 septembre 1656, à son fils Gabriel Philibert avec la condition qu'il fasse don d'une somme de 2 500 livres en faveur de la chapelle de Promery ; ce qui sera fait deux ans plus tard,. 

### Une difficile succession
Gabriel Philibert Favre meurt le 12 septembre 1693, sans avoir fait de testament, « n'ayant rien à disposer, ce qu'il a avoué lui-même dans sa dernière maladie », selon son fils aîné. La situation successorale est dès lors compliquée et entraînant une compétition entre les différents héritiers. De son mariage, sont encore en vie quatre filles et trois garçons,. L'affaire se joue entre une fille, Marie-Françoise (1667-1707), et les deux fils aînés, Marc-Antoine (1660-ca. 1738) et Joseph Victor (1669-1775),,. Alexis Calliès fait une présentation de cette affaire dans un article publié par la Revue savoisienne, en 1938. 
Marie-Françoise Favre (1667-1754) avait reçu lors de son mariage avec Claude-Gaspard de Cornillon, en 1687, pour dot la « jouissance des biens et revenus du château ». Cette affaire de succession est portée devant le Sénat de Savoie qui tranche, en 1712, en faveur de Mme de Cornillon. Malgré tout, l'aîné, Marc-Antoine Favre, seigneur de Domessin, lègue par son testament, en 1737, la maison forte de Promery, qu'il considère comme sa propriété à Anne-Marie de Villaret, fille issue d'un premier mariage de Joseph Victor Favre,,. Parallèlement, les registres du cadastre de Pringy, de 1738 et de 1741, indique que le domaine appartient à Mme de Cornillon. Il semble donc qu'il y ait, en 1737, deux propriétaires du château.

En 1740, Marie de Villaret épouse noble Claude-Gabriel de la Place (ou Laplace), avocat au Sénat de Savoie. Ce dernier poursuit la procédure contre Mme de Cornillon, qui meurt en 1754, puis son fils Sigismond de Cornillon de La Pérouse (1695-1764), sans postérité,.
En 1772, le Sénat de Savoie tranche définitivement la question en faveur de Marie de Villaret,. Cette dernière meurt en 1783. Elle avait deux enfants, Marie Antoine et Hyéronime (ou Jéronime). Cette dernière avait reçu en dot pour son mariage avec noble Joseph Dufour, en 1764, notamment « son domaine de Preméry » (soit avant la décision finale de 1772),. Morte en 1789, c'est sa fille, Adeline, qui épousé en 1790 le marquis Jacques-Abraham de La Grange (ou Lagrange ou encore Delagrange), qui hérite du château,. Il reste dans la famille La Grange (ou Lagrange) jusqu'à l'invasion du duché de Savoie par les armées révolutionnaires française, en 1792.

### Période contemporaine
À la Révolution, le marquis de La Grange (ou Lagrange ou encore Delagrange) émigre, laissant seule sa femme au château. Le château est confisqué et vendu comme bien national, le 14 juillet 1796. Il se trouve que selon les actes le château appartenait à Marie Antoine de La Place, frère de Hyéronime.
Le château et les terres deviennent la propriété de M. Delatte d'Annecy pour la somme de 16 662 livres,. M. Delatte le cède contre une somme de 10 000 francs le 23 mai 1813 à Mme de Lagrange, fille de Hyéromine Dufour,. Le château reste dans la famille jusqu'en 1854 date à laquelle il est vendu par les derniers héritiers à Adèle Ruphy, épouse du docteur Albert-Eugène Lachenal. La mère de ce dernier était une descendante des Menthon-Lornay... Il est ensuite vendu, le 23 février 1875, à Frédéric-Raymond de La Grange,.
Par la suite le château a brûlé en laissant place à des ruines, et a été ensuite revendu à une famille qui l'a entièrement restauré.[réf. nécessaire]
Le château fait l’objet d’une inscription partielle au titre des monuments historiques par arrêté du 20 juillet 1951.

## Description
Les auteurs de l’Histoire des communes savoyardes (1981) décrivent l'édifice comme « plutôt résidence seigneuriale que château féodal, entourée de trois tours rondes ». La maison forte est constituée d'une enceinte quadrangulaire enserrant un corps de logis de trois étages sur rez-de-chaussée et portant un toit élevé à pans coupés. Trois avant-corps simulent des tours.
On pénètre dans la cour par une porte, qui porte l'inscription 1626, qu'encadrent deux tours. Sur les murs du château, extérieurs et intérieurs, on peut lire vingt-quatre inscriptions ornées, que Alexis Calliès qualifie « valeur très inégale tant par l'idée exprimée que par la forme littéraire ». La tour ouest renferme plusieurs peintures et on peut également voir à l'intérieur du château les portraits du président Favre, de Réné Favre, de Marie de Villaret, de Hyéronime de Laplace et de Vaugelas.
Sur le versant sud, une terrasse a été faite édifier au début du XVIIe siècle, par René Favre de la Valbonne. Deux petites tours l'encadrent. L'un des portails du jardin comporte la date « 1626 » accompagnée de l'écusson de la famille Favre — D'argent, au chevron d'azur, accompagné de trois têtes de Maure tortillées d'argent — et l'inscription « Qui veut entrer céans sera le bienvenu. Quand il sera du maître ami vrai reconnu ».
Les façades et toitures ainsi que deux porteries sont inscrites au titre des monuments historiques.